# Alain Hus
Alain Hus, all'anagrafe Alain Georges Jean Andre (Parigi, 15 novembre 1926 – Herblay, 24 novembre 2008), è stato un archeologo ed etruscologo francese.

## Biografia
Nato il 15 novembre 1926, è stato allievo dell'École normale supérieure, professore aggregato di grammatica e membro dell'Ecole française de Rome negli anni 1951-1953. Ha insegnato presso le università di Lille, Rennes e Paris IV.

## Opere
- con Raymond Bloch, Les Conquêtes de l'archéologie.
- Recherches sur la statuaire en pierre étrusque archaïque, Bibliothèque des Écoles françaises d'Athènes et de Rome, fasc. 198, Paris, De Boccard, 1961.
- Les Étrusques, peuple secret, Paris, Fayard.
- Vulci étrusque et étrusco-romaine, Paris, Klincksieck, 1971.
- Les Étrusques et leur destin, Paris, Picard.
- Les Étrusques, Paris, Fayard.
- Les Religions grecque et romaine, col. Je Sais, Je Crois, Paris, Fayard.
- Gli Etruschi popolo segreto / di Alain Hus, Roma, Edizioni Paoline, 1959.
- Gli Etruschi / Alain Hus ; traduzione di Natalia Soffiantini, Milano, A. Mondadori, 1962.
- Le religioni greca e romana, Catania, Edizioni Paoline, [1963].
- Le conquiste dell'archeologia / Raymond Bloch, Alain Hus, Genova, Vitali e Ghianda, 1979.

## Pubblicazioni
- (FR) Doctor, doctrina et les mots de sens voisin en latin classique, in Revue de Philologie, de Littérature et d'Histoire Ancienne, 1974,  pp. 35-45.